# Enyedi Ildikó
Enyedi Ildikó (Budapest, 1955. november 15. –) Balázs Béla-díjas filmrendező, forgatókönyvíró, érdemes művész. 2017. február 18-án az általa rendezett Testről és lélekről című film elnyerte a Berlini Nemzetközi Filmfesztivál fődíját, az Arany Medvét, illetve Oscar-díjra is jelölték a legjobb idegen nyelvű film kategóriában.

## Életpályája

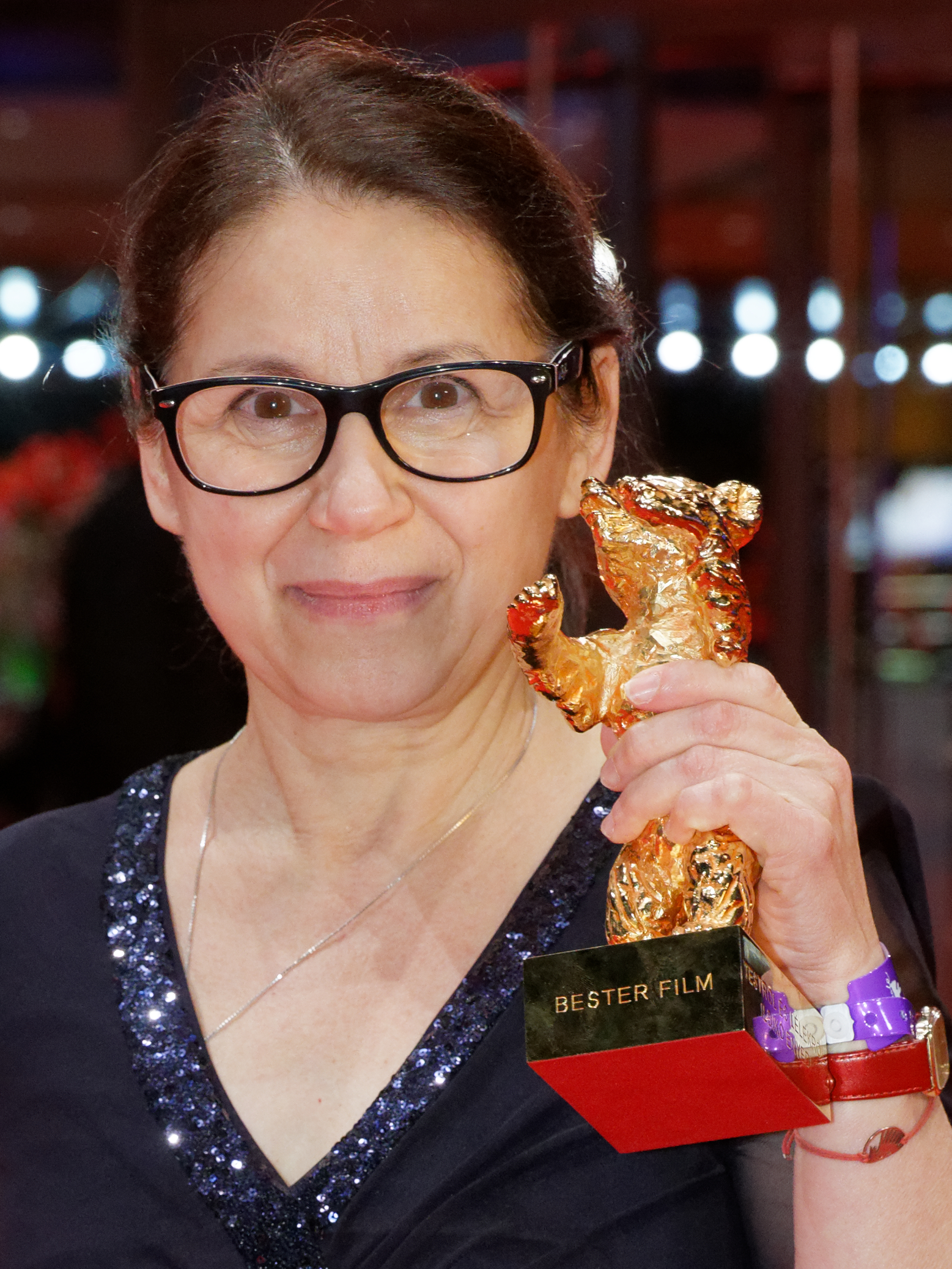
Enyedi Ildikó az Arany Medvével

Szülei Enyedi György (1930–2012) geográfus és Pardi Irén voltak. A középiskolát követően a Montpellier-i Egyetem diákja volt 1974-ben. 1975–1978 között a Marx Károly Közgazdaságtudományi Egyetem hallgatója volt. Harmadéves korában készítette az első kisfilmet a Balázs Béla Stúdióban (BBS). A következő évben otthagyta az egyetemet, mivel időközben felvették a Színház- és Filmművészeti Főiskola Film- és televízió rendezői szakára. 1979–1984 között tanult Fábri Zoltán osztályában, diplomát azonban nem kapott. 1978–1984 között tagja volt az INDIGO (Interdiszciplináris Gondolkodás) művészcsoportnak, ahol a keleti filozófia és a kortárs művészet kapott hangsúlyt, a folyamatos szellemi muníciót a forma- és kreativitásfejlesztő gyakorlatok adták.
1984-től a Mafilm rendezőasszisztense. 1989-2020 között a Színház- és Filmművészeti Főiskola tanára. 2011-ben doktorált a Színház- és Filmművészeti Egyetemen.
A főiskola után a BBS stúdióban készített rövidfilmeket, majd az 1989-es cannes-i filmfesztivál Un certain regard (Egy bizonyos tekintet) elnevezésű programjában bemutatott első nagyjátékfilmje, Az én XX. századom elnyerte az Arany Kamerát.
1992-ben a Berlini Nemzetközi Filmfesztivál zsűritagja volt. tagja volt a Berlini Nemzetközi Filmfesztivál nemzetközi zsűrijének. A Weber népszerű operájából készült 1994-es Bűvös vadász című filmjét benevezték az 51. Velencei Filmfesztivál hivatalos válogatásának nagyjátékfilm-versenyébe. 2007-ben a 29. Moszkvai Nemzetközi Filmfesztivál zsűrijének tagja volt. 2011-ben DLA fokozatot szerzett a Színház- és Filmművészeti Egyetemen. Doktori dolgozatának címe: Teremtett világok – Fantázia, technika és néző viszonya mozgóképekben a 21. század elején. 2017 decemberében habilitált.
2012-ben az HBO Europe megbízta Enyedit a Terápia című televíziós sorozat rendezésével, amely a nagy sikerű izraeli BeTipul (בטיפול) magyar adaptációja. Enyedi a munkát önmaga számára is „gyógyítónak” nevezte, miután több projektje is évekig a fejlesztés poklában rekedt. Enyedi összesen 39 epizódot rendezett három évadban 2012 és 2017 között.
2017-ben felkérték a Velencei Nemzetközi Filmfesztivál versenyfilmjeinek zsűrizésére. Ugyanebben az évben készült el Testről és lélekről című filmje, amelyet a 67. Berlini Nemzetközi Filmfesztiválon mutattak be, ahol elnyerte az Arany Medvét. A filmet Magyarország képviseletében  Oscar-díjára jelölték a legjobb idegen nyelvű film kategóriában.
2018-ban jelentette be, hogy következő filmje Füst Milán A feleségem története: Störr kapitány feljegyzései című regényének adaptációja lesz. A film készítését a Covid19-pandémia hátráltatta, világpremierjére végül a 2021-es cannes-i fesztivál versenyfilmjei között került sor.
2023-ban a cannes-i fesztivál szervezői felkérték a hivatalos válogatás, valamint a Jeune Cinéma szekció rövidfilmjei zsűrijének elnöki tisztére.
Korábban a Magyar Mozgókép Rendezők Céhének elnöke volt. 2019 márciusi alapítása óta tagja a Magyar Játékfilmrendezők Egyesületének.
Munkásságát 1991-ben Balázs Béla-díjjal, 2000-ben Érdemes Művész díjjal, 2002-ben a Magyar Köztársasági Érdemrend tisztikeresztjével, 2017-ben Prima Primissima díjjal ismerték el. 
Négy éven át szerepelt a Forbes magazinnak a kultúra területén legbefolyásosabb magyar nőkről készített listáján (2018-ban 5., 2019-ben 9., 2020–21-ben 6.).

## Magánélete
Férje Wilhelm Droste Magyarországon élő német irodalomtörténész, író, műfordító, az ELTE BTK Germanisztikai Intézet Német Nyelvű Irodalmak Tanszékének lektora. Gyermekeik: Júlia (1990) és György.

## Filmográfia
| Év          | cím                                    | Feladatkör | Feladatkör | Feladatkör | Megjegyzés                       |
| Év          | cím                                    | Rendező    | Író        | Producer   | Megjegyzés                       |
| ----------- | -------------------------------------- | ---------- | ---------- | ---------- | -------------------------------- |
| 1979        | Flirt (Hipnózis)                       | Igen       | Igen       | Nem        | kisjátékfilm                     |
| 1981        | A néző                                 | Igen       | Igen       | Nem        | kisjátékfilm                     |
| 1984        | Rózsalovag                             | Igen       | Igen       | Nem        | kisjátékfilm                     |
| 1985        | Új könyvek                             | Igen       | Igen       | Nem        | kisjátékfilm                     |
| 1985        | Invázió                                | Igen       | Igen       | Nem        | kisjátékfilm                     |
| 1985        | Vakond                                 | Igen       | Igen       | Nem        |                                  |
| 1986        | Hülyeség nem akadály                   | Nem        | Nem        | Nem        | rendezőasszisztens               |
| 1988        | Lidércek                               | Igen       | Igen       | Nem        | kisjátékfilm                     |
| 1989        | Az én XX. századom                     | Igen       | Igen       | Nem        |                                  |
| 1991        | Téli hadjárat                          | Igen       | Igen       | Nem        | kisjátékfilm                     |
| 1994        | Bűvös vadász                           | Igen       | Igen       | Nem        |                                  |
| 1995        | A gyár                                 | Igen       | Igen       | Nem        | kisfilm                          |
| 1997        | Tamás és Juli                          | Igen       | Igen       | Nem        |                                  |
| 1999        | Simon mágus                            | Igen       | Igen       | Igen       |                                  |
| 1999        | Ország és irodalom                     | Igen       | Igen       | Nem        | kisfilm                          |
| 2004        | Európából Európába                     | Igen       | Igen       | Nem        | kisfilm (a szkeccsfilm 8. része) |
| 2004        | Mi volt ez az egész?                   | Igen       | Igen       | Nem        |                                  |
| 2008        | Első szerelem                          | Igen       | Igen       | Nem        | kisjátékfilm                     |
| 2012 – 2017 | Terápia                                | Igen       | Nem        | Nem        | televíziós sorozat 39 epizód     |
| 2017        | Testről és lélekről                    | Igen       | Igen       | Nem        |                                  |
| 2020        | The Conversations of Donkey and Rabbit | Igen       | Igen       | Igen       | karantén-kisfilm                 |
| 2021        | A feleségem története                  | Igen       | Igen       | Nem        |                                  |
| 2023        | Angyaltrombiták                        | Igen       | Nem        | Nem        | próbaepizód                      |

## Elismerések

### Kitüntetések és díjak
- Balázs Béla-díj (1991)
- Érdemes művész (2000)
- A Magyar Köztársasági Érdemrend tisztikeresztje (2002)
- Prima Primissima díj (2017)

### Fontosabb szakmai díjak, jelölések
| Év   | Díj / Szervezet / Rendezvény          | Kategória                            | Film                   | Eredmény | Megj.  |
| ---- | ------------------------------------- | ------------------------------------ | ---------------------- | -------- | ------ |
| 1989 | 42. Cannes-i Nemzetközi Filmfesztivál | Un certain regard díj                | Az én XX. századom     | Jelölve  | [ 33 ] |
| 1989 | 42. Cannes-i Nemzetközi Filmfesztivál | Arany Kamera                         | Az én XX. századom     | Elnyerte | [ 33 ] |
| 1989 | XXI. Magyar Játékfilmszemle           | Alkotói díj (játékfilm)              | Az én XX. századom     | Elnyerte | [ 34 ] |
| 1989 | XXI. Magyar Játékfilmszemle           | A szakmai zsűri díja                 | Az én XX. századom     | Elnyerte | [ 34 ] |
| 1989 | XXI. Magyar Játékfilmszemle           | Gene Moskowitz-díj                   | Az én XX. századom     | Elnyerte | [ 34 ] |
| 1989 | Edinburgh-i Nemzetközi Filmfesztivál  | A zsűri különdíja                    | Az én XX. századom     | Elnyerte | [ 36 ] |
| 1989 | Las Vegas-i Nemzetközi Filmfesztivál  | A zsűri különdíja                    | Az én XX. századom     | Elnyerte | [ 36 ] |
| 1990 | Magyar Filmkritikusok Díja            | Nagydíj                              | Az én XX. századom     | Elnyerte | [ 38 ] |
| 1994 | Velencei Nemzetközi Filmfesztivál     | Arany Oroszlán                       | Bűvös vadász           | Jelölve  | [ 17 ] |
| 1995 | Sundance Intézet                      | Legjobb kelet-európai forgatókönyv   | Bűvös vadász           | Elnyerte | [ 36 ] |
| 1995 | XXVI. Magyar Filmszemle               | Rendezői különdíj                    | Bűvös vadász           | Elnyerte | [ 39 ] |
| 1997 | Entrevues – Belfort-i Filmfesztivál   | Nagydíj                              | Tamás és Juli          | Elnyerte | [ 36 ] |
| 1999 | Locarnói Nemzetközi Filmfesztivál     | Arany Leopárd                        | Simon mágus            | Jelölve  | [ 36 ] |
| 1999 | Locarnói Nemzetközi Filmfesztivál     | Don Quijote-díj                      | Simon mágus            | Elnyerte | [ 36 ] |
| 1999 | XXX. Magyar Filmszemle                | Rendezői díj                         | Simon mágus            | Elnyerte | [ 40 ] |
| 2000 | Magyar Filmkritikusok Díja            | Legjobb rendező                      | Simon mágus            | Elnyerte | [ 41 ] |
| 2000 | Tromsø-i Nemzetközi Filmfesztivál     | Aurora díj                           | Simon mágus            | Elnyerte | [ 36 ] |
| 2009 | Miami Nemzetközi Filmfesztivál        | A zsűri nagydíja                     | Első szerelem          | Elnyerte | [ 36 ] |
| 2013 | Magyar Filmkritikusok Díja            | Legjobb televíziós rendezés          | Terápia                | Elnyerte | [ 43 ] |
| 2017 | 67. Berlini Nemzetközi Filmfesztivál  | Arany Medve                          | Testről és lélekről    | Elnyerte | [ 23 ] |
| 2017 | 67. Berlini Nemzetközi Filmfesztivál  | FIPRESCI-díj                         | Testről és lélekről    | Elnyerte | [ 23 ] |
| 2017 | 67. Berlini Nemzetközi Filmfesztivál  | Az ökumenikus zsűri díja             | Testről és lélekről    | Elnyerte | [ 23 ] |
| 2017 | 67. Berlini Nemzetközi Filmfesztivál  | A "Berliner Morgenpost" olvasói díja | Testről és lélekről    | Elnyerte | [ 23 ] |
| 2017 | Mumbai Nemzetközi Filmfesztivál       | Közönségdíj                          | Testről és lélekről    | Elnyerte | [ 36 ] |
| 2017 | Arany Medál díj                       | Az év rendezője                      | Testről és lélekről    | Elnyerte | [ 44 ] |
| 2017 | Európai Filmdíj                       | Legjobb film                         | Testről és lélekről    | Jelölve  | [ 45 ] |
| 2017 | Európai Filmdíj                       | Legjobb rendező                      | Testről és lélekről    | Jelölve  | [ 45 ] |
| 2017 | Európai Filmdíj                       | Legjobb forgatókönyvíró              | Testről és lélekről    | Jelölve  | [ 45 ] |
| 2018 | Oscar-díj                             | Legjobb idegen nyelvű film           | Testről és lélekről    | Jelölve  | [ 24 ] |
| 2018 | Magyar Filmdíjj                       | Legjobb játékfilm                    | Testről és lélekről    | Elnyerte | [ 46 ] |
| 2018 | Magyar Filmdíjj                       | Legjobb rendező                      | Testről és lélekről    | Elnyerte | [ 46 ] |
| 2018 | Magyar Filmdíjj                       | Legjobb forgatókönyvíró              | Testről és lélekről    | Elnyerte | [ 46 ] |
| 2018 | Magyar Filmkritikusok Díja            | Legjobb rendező                      | Testről és lélekről    | Elnyerte | [ 47 ] |
| 2018 | II. Hét Domb Filmfesztivál            | Fődíj                                | Testről és lélekről    | Elnyerte | [ 36 ] |
| 2018 | Lecce-i Európai Filmfesztivál         | Arany Olajfa Életműdíj               | Arany Olajfa Életműdíj | Elnyerte | [ 48 ] |
| 2021 | 74. Cannes-i Fesztivál                | Arany Pálma                          | A feleségem története  | Jelölve  | [ 26 ] |
| 2021 | Otrantói Filmfesztivál                | Legjobb rendező                      | A feleségem története  | Elnyerte | [ 49 ] |
| 2022 | Magyar Mozgókép Díj                   | Legjobb rendező                      | A feleségem története  | Elnyerte | [ 50 ] |